# Hannah Glasse
Pour les articles homonymes, voir Glasse.
Hannah Glasse, née Allgood  en mars 1708  et mort le  1er septembre 1770, est une cuisinière anglaise du XVIIIe siècle, autrice de livre de cuisine. On se souvient d'elle surtout pour son best-seller The Art of Cookery made Plain and Easy, publié en 1747. Le livre est réimprimé dès sa première année de publication, connaît 20 éditions durant le XVIIIe siècle dont la dernière en 1846.

## Enfance et éducation
Glasse est baptisée le 24 mars 1708 à l'église St Andrews Holborn de Londres.
Son père est Isaac Allgood, un propriétaire de Brandon et Simonburn dans le Northumberland. Il épousa Hannah Clark, la fille d'un vigneron de Londres. Hannah Glasse décrit un jour sa mère dans une lettre comme une « méchante sorcière ! »,.
Le 5 août 1724, à Leyton, Hannah Glasse épouse un soldat irlandais, John Glasse. Les lettres de Glasse révèlent que de 1728 à 1732, le couple occupe un poste dans la maison du 4e Comte de Donegall à Broomfield, dans l'Essex. Par la suite, il semble, ils vécurent à Londres.
L'identité de Glasse comme autrice de l'un des livres de cuisine les plus populaires du XVIIIe siècle a été confirmée en 1938 par l'historien Madeline Hope Dodds.
The Art of Cookery made Plain and Easy est vendu sur abonnement en 1747, et également chez « Mme Ashburn, une boutique chinoise au coin de Fleet », selon la page de titre. Une deuxième édition paraît avant la fin de l'année. Le livre ne révèle pas le nom de son auteure seulement annoncé comme étant « une dame W. Cela permet la croyance erronée disant que le livre est l'œuvre de John Hill comme l'affirme James Boswell dans Life of Johnson. Johnson n'était pas convaincu.
En 1747, année de parution du livre, John Glasse meurt. Glasse et son mari avaient dix ou onze enfants,,. Glasse décide donc de se présenter comme une couturière de Tavistock Street, Covent Garden, en partenariat avec sa fille aînée, Margaret.

## Des années plus tard
En 1754, Glasse est mise en faillite. Son stock n'est pas mis aux enchères après la faillite, comme le reste de ses possessions. Cependant, le 29 octobre 1754, elle est forcée de vendre aux enchères son bien le plus précieux, le droit d'auteur de The Art of Cookery made Plain and Easy.
Le 17 décembre 1754, The London Gazette annonce que Glasse sera libéré de la faillite le 11 janvier 1755. Plus tard la même année, elle et son frère Lancelot rembourse de la somme de 500 £ empruntée à Sir Henry Bedingfeld deux ans auparavant.
Sa fille paie le loyer des locaux de Tavistock pour 1757, mais le bien est inscrit comme vide l'année suivante, Glasse connaissant de nouvelles difficultés financières et est envoyée le 22 juin 1757 à Marshalsea, une prison pour les personnes ne remboursant pas leurs dettes. En juillet 1757, elle est transférée à la Prison de la Fleet. Aucun enregistrement ne concerne sa date de sortie, mais elle est une femme libre le 2 décembre 1757, à ce jour, elle a enregistré trois actions pour The Servants Directory, un nouveau livre qu'elle a écrit sur la manière de gérer un ménage. Il n'est pas un succès commercial, bien qu'une édition plagiée ait été très populaire en Amérique du Nord.
En 1755, Ann Cook publie Professed Cookery, contenant un 68 pages attaquant Glasse. Cook vit à Hexham, et réagissait à une prétendue campagne d'intimidation et de persécution par Lancelot Allgood. La même année, Glasse publie son troisième et dernier ouvrage, The Compleat Confiseur. Il est réimprimé plusieurs fois, mais n'atteint pas, encore une fois, le succès qu'elle avait eu avec The Art of Cookery.
The London Gazette, annonce que « Mme Hannah Glasse, [demi-]sœur de Lancelot Allgood, est décédée le 1er septembre 1770, âgé de 62 ans »

## Héritage

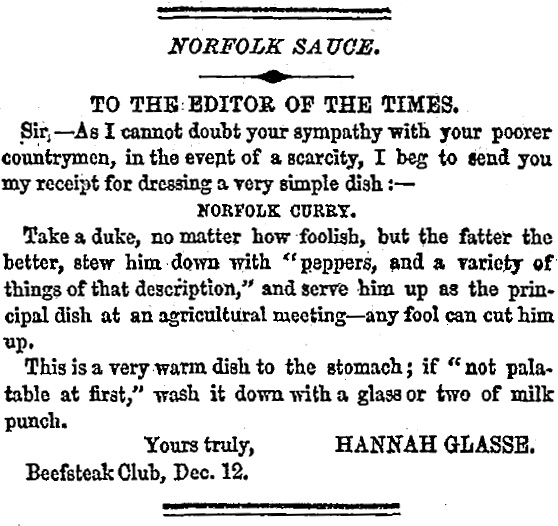
Lettre à The Times par un pseudonyme à la Beefsteak Club, 1845

L'instruction « attraper d'abord votre lièvre » est parfois attribuée Glasse. La phrase la plus proche dans son Art of Cookery est dans la recette de rôti de lièvre (page 6), qui commence par « Prendre votre lièvre quand il être en cas », signifiant tout simplement qu'il faut prendre un lièvre sans peau, ce qui est probablement à l'origine de l'adage populaire,.
En 1994, Prospect Books publie en fac-similé de l'édition de 1747 de Art of Cookery, sous le titre First Catch Your Hare, avec une introduction par Jennifer Place et Priscilla Bain, et un glossaire par Alan Davidson ; il est réédité en livre de poche en 2004. En 1998, Applewood Livres publie aussi un fac-similé de l'édition de l'édition de 1805, annotée par l'historienne culinaire Karen Hess. En 2006, Glasse fait l'objet d'un documentaire théâtral BBC qui la surnomme la « mère du dîner moderne », et « la première déesses domestique ».
Walter Staib utilise les recettes de Glasse à la City Tavern à Philadelphie, et fait son éloge dans ses livres de cuisine et son émission de télévision, A Taste of History,.
Le 310e anniversaire d'Hannah Glasse est l'objet d'un Google Doodle le 28 mars 2018.